# Lwów pogrom (1918)
Lwów pogrom (tiếng Ba Lan: pogrom lwowski, tiếng Đức: Lemberg pogrom) là một pogrom đối với dân Do Thái của thành phố Lwów (từ năm 1945, Lviv, Ukraina) 21–23 tháng 11 năm 1918, trong chiến tranh Ba Lan - Ukraina sau thế chiến I.
Trong ba ngày bạo loạn trong thành phố, ước tính có 52–150 người Do Thái bị giết và hàng trăm người bị thương. Thủ phạm bao gồm binh sĩ Ba Lan  và dân quân Ba Lan, dân thường vô luật pháp của nhiều quốc tịch khác nhau, và các tội phạm địa phương. Cũng được báo cáo là thương vong không phải Do Thái, chủ yếu là người Ukraine, có thể còn nhiều hơn số người Do Thái bị giết chết. Tổng số nạn nhân được báo cáo là 340 người.
Cuộc bạo loạn đã không dừng lại cho đến hai ngày sau khi nó bắt đầu. Hơn một nghìn người, kể cả một số binh sĩ, đã bị bắt giữ bởi chính quyền Ba Lan trong và sau cuộc chiến. Một số thông tin Do Thái ban đầu của vụ này đã tuyên bố hàng ngàn người chết và thương vong, là được phóng đại lên rất nhiều.

Các sự kiện tại Lwów năm 1918 đã được công bố rộng rãi trên báo chí quốc tế. Tổng thống Hoa Kỳ Woodrow Wilson đã chỉ định một ủy ban, do Henry Morgenthau, Sr., điều tra, để điều tra các hành động cực đoan chống lại dân Do Thái trong một quốc gia Ba Lan mới được thành lập sau 123 năm bị các đế chế láng giềng chia cắt. Báo cáo Morgenthau đã được xuất bản vào ngày 3 tháng 10 năm 1919.

## Bối cảnh
Người Do Thái ở Lwów đã là nạn nhân của một vụ thảm sát của quân đội Nga vào ngày 27 tháng 9 năm 1914, giết chết 30-50 người Do Thái. Vào ngày 1 tháng 11 năm 1918, Hội đồng Quốc gia Ukraina tuyên bố là Cộng hòa Ukraina, với Lviv là thủ đô. Một tuần sau, Hội đồng Nhiếp chính của Vương quốc Ba Lan tuyên bố độc lập của Ba Lan, và ngày 14 tháng 11 năm 1918 thành lập chính phủ Ba Lan. Trận Lwów kéo dài đến ngày 21 tháng 11 năm 1918.
Người Do Thái ở Galicia đã bị bắt trong cuộc xung đột sau chiến tranh thế giới thứ nhất, Ba Lan-Ukraina và trở thành nạn nhân của một làn sóng pogrom trên khắp khu vực, được thúc đẩy bởi sự vô luật pháp sau Chiến tranh thế giới thứ nhất. Vào đầu năm 1918, một làn sóng pogrom đã quét sạch các thị trấn có người ở Ba Lan ở miền tây Galicia, phần lớn là do những binh sĩ quân đội và những người đào ngũ. Trong suốt cuộc xung đột Ba Lan-Ukraina năm 1918–1919, người Do thái đã phục vụ như những vật tế thần cho sự thất vọng của các lực lượng chiến tranh.
Trước khi rút khỏi thành phố, Các lực lượng Áo rút lui đã thả những kẻ tội phạm ra khỏi nhà tù, một số người tình nguyện tham gia dân quân Ba Lan và chiến đấu chống lại người Ukraina. Thành phố cũng đầy quân đào ngũ của quân đội Áo. Chính quyền Ba Lan cũng trang bị một số tình nguyện viên (trong đó có một số tên tội phạm cũ) hứa sẽ chiến đấu chống lại người Ukraina. Trong những ngày đầu tiên của cuộc xung đột Ba Lan-Ukraina, khu phố Ba Lan của Lwów chỉ được bảo vệ bởi một nhóm tình nguyện viên vũ trang kém, chủ yếu là sinh viên và thậm chí là những người trẻ tuổi ở tuổi thiếu niên, được biết đến trong lịch sử Ba Lan như Đại bàng nhỏ Lwów. Tuy nhiên, một nhóm người Ba Lan khá lớn, bao gồm những tên tội phạm nhỏ. Vào ngày 9-10 tháng 11, người Do thái Lwów đã thành lập một dân quân và tuyên bố tính trung lập của họ trong cuộc xung đột Ba Lan-Ukraina trong thành phố. Ngoài một số trường hợp hỗ trợ Do thái cho phía Ukraina bao gồm các báo cáo về dân quân Do Thái giúp đỡ lực lượng Ucraina, người Do Thái của Lwów vẫn chính thức trung lập; các lý do sự hỗ trợ của người Do Thái rải rác cho người Ukraina  sẽ là một lý do cho các cáo buộc rằng nhiều người Do thái đã áp dụng lập trường chống Ba Lan.